# Trattato di Arras (1579)

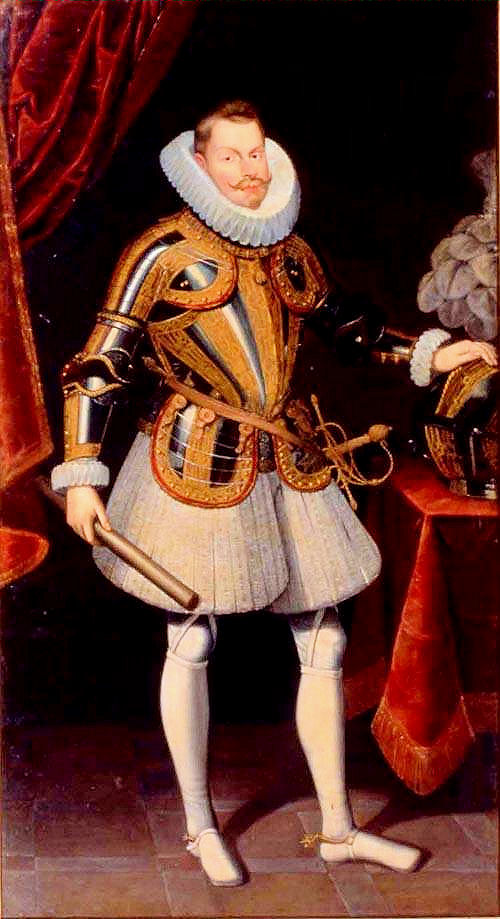
Alessandro Farnese, duca di Parma

Il trattato di Arras fu un trattato di pace contratto il 17 maggio 1579 tra la Corona Spagnola, rappresentata da Alessandro Farnese, duca di Parma, e i rappresentanti della contea di Hainaut, della contea di Artois e delle città di Douai, Lille, Orchies e Arras, tutti membri dell'Unione di Arras, formatasi nel gennaio di quell'anno presso l'Abbazia di St Vaast ad Arras. Pose formalmente fine allo stato di guerra che esisteva tra le due fazioni durante la Guerra degli ottant'anni; le province parte dell'Unione di Utrecht invece continuarono la guerra.

## Contesto storico
Con la ripresa delle ostilità da parte di Don Juan d'Austria, governatore generale imperiale dei Paesi Bassi asburgici, contro gli Stati generali dei Paesi Bassi nel luglio 1579, i membri dell'Unione di Bruxelles inizialmente mantennero il loro fronte comune contro il governo del re Filippo II di Spagna. In seguito alla morte di Don Juan nell'ottobre 1578, il suo successore e nipote, il Duca di Parma, si avvicinò alla fazione cattolica dei "Malcontenti", guidata dallo stadtholder di Hainaut, Philip de Lalaing, 3 ° conte di Lalaing e dal suo fratellastro Emanuel Philibert de Lalaing (indicato nelle cronache come "Montigny") convincendoli ad architettare una rottura con il Principe d'Orange, il capo degli Stati Generali, e sulla politica di questi di "pace religiosa". Ciò portò alla formazione dell'Unione di Arras nel gennaio 1579. I membri di quest' Unione (oltre a Hainaut la Contea di Artois e le città di Lille, Douay e Orchies ) aprirono trattative di pace con Parma che portarono alla firma di una pace separata. 
I rappresentanti delle parti dell'Unione di Arras l'8 dicembre 1578 (quindi prima del giuramento della Dichiarazione del 6 gennaio 1579) concordarono una prima bozza del trattato. Questa fu seguita da una seconda bozza del 9 gennaio 1579 e da una terza bozza del 6 aprile 1579. Il 17 maggio 1579 fu firmato il trattato tra i rappresentanti di Alessandro Farnese e i membri dell'Unione di Arras, ma le trattative non terminarono e a quel punto il Duca di Parma riuscì a strappare un'ulteriore serie di ulteriori concessioni, che vennero incluse nella versione definitiva del 12 settembre 1579, ratificata dal re Filippo e promulgata a Mons. 

## Principali disposizioni del trattato, così come firmato il 17 maggio 1579
- Le disposizioni della Pacificazione di Gand, dell'Editto perpetuo e dell'Unione di Bruxelles furono riaffermate, sia dalla Corona spagnola che dai membri dell'Unione di Arras (art. I)
- La fede cattolica doveva essere mantenuta da tutti i titolari di cariche pubbliche (art. II, XI, XII, XV)
- Non dovrebbero esserci più presidi di truppe straniere o mercenarie, né a carico della Spagna né degli Stati Generali (art. V)
- Tutti i prigionieri di guerra sarebbero stati rilasciati (art. IX) [Note 2]
- Il Consiglio di Stato dovrebbe essere organizzato come ai tempi di Carlo V
- Due terzi dei membri del consiglio dovrebbero essere insediati da tutti gli Stati delle province membri consenzienti (art. XVI)
- Tutti i privilegi che erano in vigore al tempo del regno di Carlo V dovevano essere ripristinati
- Le tasse imposte dopo il regno di Carlo V dovevano essere abolite (art. XX)

## Firmatari
Per la Corona: 
- Mathieu Moulart, vescovo di Arras
- Jean de Noircarmes, cavaliere
- Guillaume Le Vasseur, signore di Walhoun

Per gli Stati dell'Artois:
- Jacques Froz
- Antoine Germain, abate di Vicognon
- Nicolas van Landas, cavaliere

Per gli Stati dell'Hainaut:
- Lancillotto di Persant, signore di La Haye
- Jean d'Ossignies, primo assessore di mons
- Louis Corbant, secondo assessore di mons
- Jacques de la Croix, signore di Calleville, consigliere di mons
- David de Hanchin, LLD, pensionato di mons
- Louis Callier, Cancelliere degli Stati e Contea dell'Hainaut

Per le Fiandre Vallone (Lille–Douai–Orchies):
- Roland de Vicque, ufficiale giudiziario di Watten, per conto degli alti magistrati
- Jacques de Hennin, balivo di Comines, per conto degli alti magistrati
- Jean Pitavet, sindaco di Lille, a nome della città di Lille
- Denis Gilbert, LL. Lic., cancelliere di Lilla, per conto della città di Lilla
- Pierre Charpentier, abate di Loos, a nome del clero
- Florent van den Keere, Canonico di San Pietro, Lille, a nome del clero
- Eustace d'Oignies, a nome della nobiltà
- Adrien Reblemette, a nome della nobiltà
- Eustace d'Aoust, assessore capo di Douai
- Philippe Broids, LL. Lic., pensionato di Douai

Governatori:
- Robert de Melun, marchese di Richebourg, governatore di Artois
- Adrien d'Ognies, cavaliere, governatore delle Fiandre vallone
- Philippe de Lalaing, ufficiale giudiziario dell'Hainaut